# Tuế hàn tam hữu
Tuế hàn tam hữu (Chữ Hán giản thể: 岁寒三友, chữ Hán phồn thể: 歲寒三友), nghĩa đen là ba người bạn mùa lạnh, là một mô-típ nghệ thuật bao gồm Tùng (松), Trúc (竹) và Mai (梅). Ba giống cây vẫn xanh tươi khi mùa rét tới, là biểu trưng cho khí tiết thanh cao.

## Lịch sử
Tuế hàn tam hữu thường thấy trong các tác phẩm nghệ thuật của Trung Quốc và những nền văn hóa chịu ảnh hưởng của Trung Quốc.  Bộ ba lần đầu xuất hiện trong một bài thơ của Chu Khánh Dư 朱慶餘 (797-?) đời Đường. Và phổ biến trong hội họa đặc biệt là trong tranh của Triệu Mạnh Kiên (趙孟堅 1199–1264) thời Nam Tống.

## Biểu tượng văn hóa
Tuế hàn tam hữu hay thường được gọi cụ thể 松竹梅 trong tiếng Trung, tương đương với tên gọi Sho Chiku Bai trong tiếng Nhật hay Song Jug Mae (송죽매) trong tiếng Triều Tiên.
Trong một bài thơ của nhà thơ Triều Tiên Kim Yuki (1580–1658), bộ ba xuất hiện làm nổi bật sự đối lập tương phản.
Trong văn hóa Nhật Bản, chúng thường được gắn với bắt đầu năm mới, xuất hiện trên các tấm danh thiếp hoặc nhãn mác các loại kẹo theo mùa.
Trong văn hóa Việt Nam, Tùng, Trúc, Mai cùng với Cúc tạo thành bộ tranh tứ quý khá phổ biến.